# Маньяки: культ убийства
«Маньяки: культ убийства» (М.К.У., МКУ) — неонацистская организация, признанная террористической Верховным Судом Российской Федерации 16 января 2023 года.
О существовании организации с таким названием стало известно в январе 2021 года из российских СМИ. ФСБ России утверждает, что организация создана украинским неонацистом Егором Красновым в 2019 году.
Организация осуществляет деятельность с помощью автономных ячеек, координирующихся Егором Красновым, в городах РФ, Украины. Также зафиксированы попытки подготовки террористических актов в США. Деятельность «М.К.У.» направлена на разжигание межнациональной розни, избиения, убийства, подготовку терактов и массовых расстрелов.

## Идеология
В рамках движения «Маньяки. Культ убийств» была сформирована идеология, которая имеет следующие признаки: телеологичность, наукообразность, широкий охват аудитории, наличие символов и атрибутики, обсуждение тем, которые имеют социально негативный характер, с помощью понятных только для пользователей сообщества языковых средств. В результате погружения в подобный контент насилие и убийства перестают вызывать у подростков естественные негативные эмоции, чувство отвращения и сопереживания жертве.
Сторонники организации «МКУ» исповедуют так называемую «религию убийства», разжигая при этом межнациональную рознь, пропагандируя насилие, убийство, теракты и массовые расстрелы.
В результате контент-анализа переписки участников движения в соцсетях были выделены следующие основные темы:
- Забота о «чистоте русской нации»;
- Отношение к ЛГБТ-сообществу;
- Обсуждение «слабости народов современной Европы»;
- Отношение к евреям;
- Отношение к народам Кавказа;
- Отношение к религии;
- Отношение к «негритянской расе»;
- Отношение к Украине и украинцам;
- Отношение к АУЕ;
- Оправдание фашизма;
- Идеология национал-социализма;
- Призывы к проведению силовых акций;
- Обсуждение одежды, манеры поведения и оружия участников движения «МКУ»;

и ряд других.

## Создание ячейки М.К.У в Днепре
В 2019 году в неонацистских телеграмм-каналах публиковались короткие видеоролики, на которых были зафиксированы нападения на приезжих и «чужих» в городе Днепр на Украине.
В подростковом возрасте Егор Краснов вступал в молодёжные правые организации, где находил соратников. Он вместе с соратниками в 2017 году создал «М.К.У. Чат» и начал экстремистскую деятельность. Днепровская ячейка осуществляла убийства, избиения, покушения на убийства в основном бездомных и наркоманов, иногда лиц неславянской внешности. 7 ноября 2019 года было осуществлено нападение на Аль Массалмеха Мршеда. Вечером 27 декабря 2019 года напали на Дмитрия (попросившего не называть свою фамилию), из-за того что Дмитрий был наркозависимым. Дмитрий выжил и впоследствии опознал нападавшего на него Егора Краснова по татуировкам. 10 декабря 2020 года Егор Краснов был задержан и в настоящий момент[когда?]

 находится в СИЗО.

## Деятельность российских ячеек М.К.У
В РФ на Егора Краснова завели 10 уголовных дел по статье «убийство». Первая российская ячейка М.К.У. была создана предположительно в 2018 году. В видеороликах, снятых самими неонацистами, зафиксировано три эпизода, снятых в Санкт-Петербурге. В первом эпизоде человека пинают ногой у станции «Технологический институт», во втором избивают в неизвестном месте, в третьем стреляют в человека из сигнального пистолета.
- В декабре 2020 года в Тамбове был задержан Андрей С., он готовил подрыв здания. При обыске в его съёмной квартире нашли компоненты для создания взрывчатых веществ[26].
- В конце января 2021 года был задержан 25-летний москвич Алексей Нарзяев, координатор действий М.К.У. в РФ[27].

Впоследствии произошёл ряд задержаний сторонников М.К.У.
- 18 февраля 2021 года ФСБ задержала трёх предположительных сторонников «М.К.У.», обвиняемых в разжигании межнациональной ненависти и подготовке терактам и массовым убийствам[28]. Сами задержанные отрицали свою вину и связывали себя с националистической организацией «Русский корпус»[12][29].
- 19 марта произошли новые задержания предположительных сторонников «М.К.У». 13 человек задержали в Геленджике, ещё одного — в Ярославле. По сообщениям российских СМИ, члены ячейки «М.К.У.» из Геленджика избивали лиц ведущих «асоциальный образ жизни», снимая избиения на видео, а затем выкладывали эти видеоролики в интернет. В качестве верности «М.К.У.» члены ячейки сожгли копию Знамени Победы[30][31][32].
- 29 апреля 2021 года сотрудники ФСБ задержали 16 предположительных сторонников «М.К.У.» в 9 городах РФ: Иркутске, Краснодаре, Саратове, Тамбове, Тюмени, Чите, Анапе, Пущино Московской области, Переславле-Залесском Ярославской области. По сообщению Следственного Комитета РФ, они причастны к совершению насильственных преступлений, пропаганде экстремизма, а также подготовке подрывов административных зданий органов власти и вооружённых нападений на граждан[28][9]. Задержанных координировал Егор Краснов, находившийся в это время в СИЗО[12][33]
- 1 июля 2021 года в Белгороде задержаны семь сторонников «М.К.У.». По сообщению ФСБ, участники группы намеревались осуществлять нападения на сотрудников правоохранительных органов и мирных граждан[34]. Во время обысков у них было изъято холодное оружие, экстремистские материалы, а также была найдена нарколаборатория.
- 13 декабря 2021 года выявлено 106 участников сторонников неонацистской молодёжной группировки «М.К.У.» в 37 регионах России. В отношении них ФСБ проведены оперативно-розыскные мероприятия и следственные действия[35][32].

Также известно о стороннице «М.К.У.» Инне Белесиковой, она использовала газовый баллончик в качестве оружия против работника «шаурмичной», а затем напала с ножом на человека. Была задержана.
Лидер иной неонацистской организации Этническое национальное объединение (ЭНО) утверждает, что в Воронеже нет ячеек МКУ, а задержанные полицией были участниками ЭНО, никак с МКУ не связанные и не поддерживающие их:

Вы поймите, что нам без разницы кто сидит в Воронеже, если это не наши. Но я написал все как есть: воронежцы не виновны (МКУ нет). Их притянули менты исключительно для того, чтобы на кого-то вину спихнуть и повторно поднять тему об «укрофашистах». Егор бомжей разве что убивал, которые под лавкой валялись, и это никто из наших не поддерживал.

## Деятельность «М.К.У.» в интернете
Сторонники «М.К.У.» имеют свой телеграм-канал, в котором выкладываются видеоролики с нападениями на людей и призывами к насильственным действиям. Видеоролики обработаны в мрачном стиле, в них используется психоделические мелодии и наложена музыка Horrorcore (Skabbibal), Murdercore (Cold Blood Murder), также бывают видео МКУ с современной музыкой (обычно GSPD, реже Порнофильмы и Операция Пластилин). На видеороликах засвидетельствованы более 50 случаев нападения. В основном, на видео избивают ногами и наносят удары ножом. Выкладываются изображения с экстремистским характером, граффити с упоминанием «М.К.У» и призывами к насильственным действиям. Агитация «М.К.У.» через граффити осуществляется в городах РФ и Украины, также замечены граффити в Лондоне, на Кипре.
3 июня 2021 года на российском телеканале «НТВ» вышло глобальное расследование организации «М.К.У.», в котором дали интервью бывшие члены группировки (Инна Белисикова, Евгений Талыков и т. д.).

## Признание террористической организацией в России
В августе 2022 года Национальный антитеррористический комитет России заявил, что МКУ и аналогичные движения не прекращают попыток вовлечения подростков в свою противоправную деятельность, в том числе через интернет. В дальнейшем Генеральная прокуратура Российской Федерации подала иск в Верховный суд о признании террористической организацией международного движения «Маньяки. Культ убийств» и запрете его деятельности на территории Российской Федерации. По утверждению прокуратуры движение «МКУ» было создано на Украине, в его основе лежит нацистская идеология, а целью является образование расово чистого государства, формирование культа насилия, стимуляция совершения убийств. Верховный суд удовлетворил этот иск, решение было вынесено 16 января 2023 года.